# منتخب تونس تحت 21 سنة لكرة الطائرة للرجال
منتخب تونس تحت 21 سنة لكرة الطائرة للرجال (بالفرنسية: Équipe de Tunisie des moins de 21 ans de volley-ball)‏ هو ممثل تونس الرسمي في المنافسات الدولية في كرة الطائرة في فئة الرجال تحت 21 سنة. تشرف عليه الجامعة التونسية للكرة الطائرة (FTVB).